# リヴェンジ (戦艦・2代)
|          | |
| 艦歴     | |
| 起工     | 1913年12月22日 |
| 進水     | 1915年5月29日 |
| 就役     | 1916年5月 |
| その後   | 1948年にスクラップ |
| 性能諸元 | |
| 排水量   | 基準:28,000トン、満載：31,200トン |
| 全長     | 624 ft（190 m） |
| 全幅     | 88 ft（27 m）、後に拡幅され102 ft （31.1 m） |
| 吃水     | 28 ft（8.5 m） |
| 機関     | スチームタービン、18缶、4軸、40,000馬力 |
| 最大速   | 23ノット（43 km/h） |
| 乗員     | 997名 |
| 兵装     | 竣工時： 38.1cm42口径MkI連装砲 4基 15.2cm45口径MkXII単装砲 12基 10.2cm50口径MkXVI連装高角砲 4基 2ポンド8連装ポンポン砲 2基 12.7㎜4連装機銃 2基 ～1944年： 38.1cm42口径MkI連装砲 4基 15.2cm45口径MkXII単装砲 10基 10.2cm50口径MkXVI連装高角砲 4基 2ポンド8連装ポンポン砲 2基 2ポンド4連装ポンポン砲 2基 20㎜単装機銃 10基 |
| レーダー | 竣工時： 無し ～1944年： 273型 1基 279型 2基 284型 1基 285型 2基 |

リヴェンジ (HMS Revenge, 06) は、イギリス海軍の戦艦。リヴェンジ級戦艦のネームシップ。同名艦としては9代目である。

## 艦歴

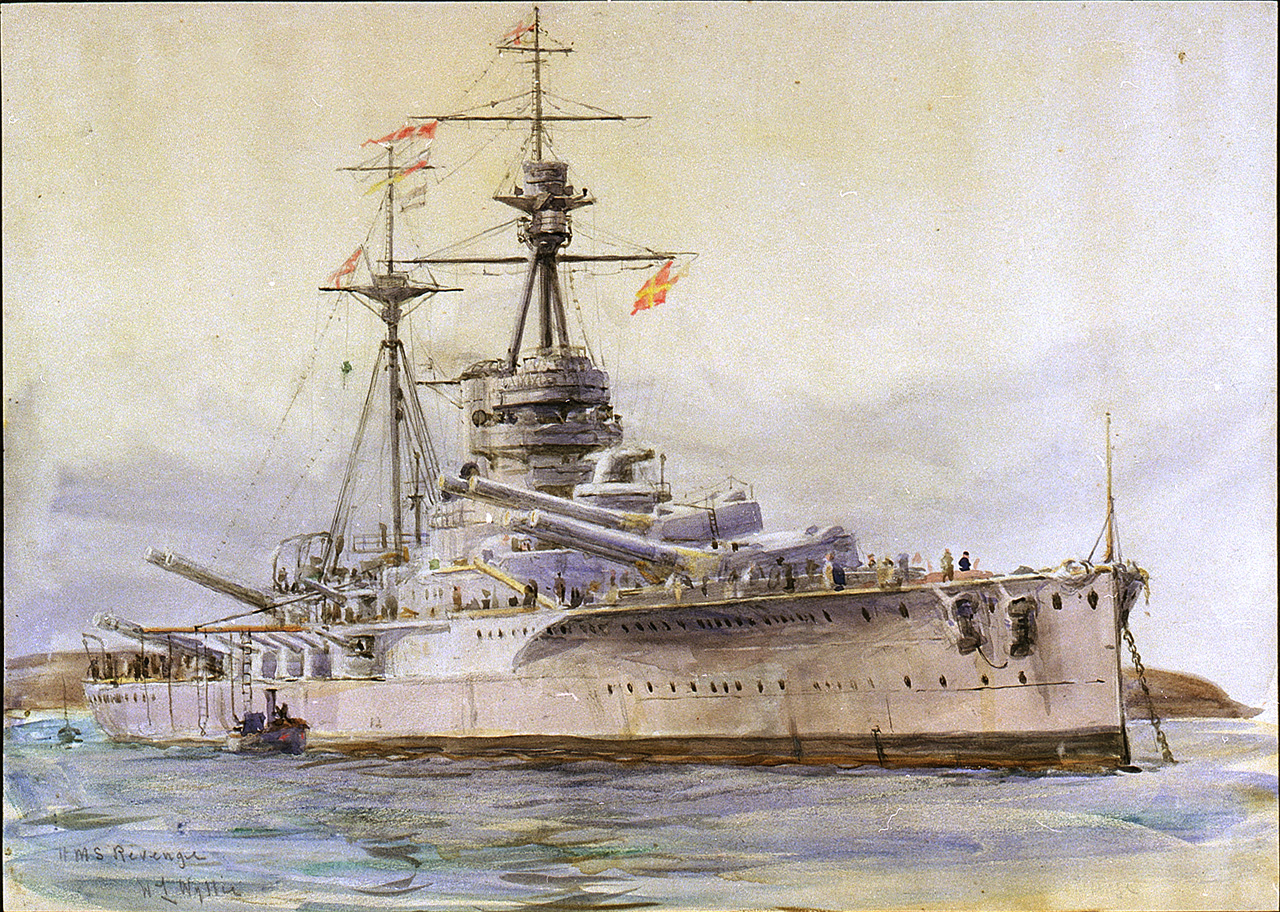
竣工当時の「リヴェンジ」を描いたスケッチ

「リヴェンジ」は1913年に起工、第一次世界大戦中の1915年に進水し、1916年のユトランド沖海戦の直前に就役した。同海戦にはグランドフリートの主力である第1戦艦戦隊の2番艦として参加し、同戦隊旗艦「マールバラ」（セシル・バーニー提督）が魚雷を受けて損傷した後は代わりに旗艦を務めた。およそ1時間半交戦し、ドイツ帝国海軍の大洋艦隊に所属する巡洋戦艦「デアフリンガー」に7発、「フォン・デア・タン」に1発の命中弾を与えた。「リヴェンジ」には特に被害は受けなかった。
同年11月には全艦隊の副旗艦となり、マッデン海軍大将が坐乗した。
1919年にスカパ・フローに抑留されたドイツ艦隊が自沈した後、自沈命令を発したルートヴィヒ・フォン・ロイター提督はシドニー・フリーマントル中将の旗艦である「リヴェンジ」に呼び出されて海軍の名誉を傷つけたとして非難された。ロイター提督は非難に対して「英海軍のどの提督であっても私と同じ立場におかれたら同じように行動するでしょう」と応じた。結局ロイター提督自身は罪に問われなかった。
第一次世界大戦が終結するとグランドフリートは解散し、大西洋艦隊が再編された。
1920年1月には第一戦隊の一艦として地中海に出動し、ギリシャ軍を支援した後、ロシア革命を監視するため7月までとどまった。
1922年には戦艦「ラミリーズ」、「ロイヤル・サブリン」、「レゾリューション」などと共に再び地中海に出動し、翌年までとどまった。
1928年には修理のためドック入りし、翌年3月修理を終えると地中海艦隊に加わった。1935年7月16日にはジョージ5世の即位25周年記念式典の観艦式に参加した。

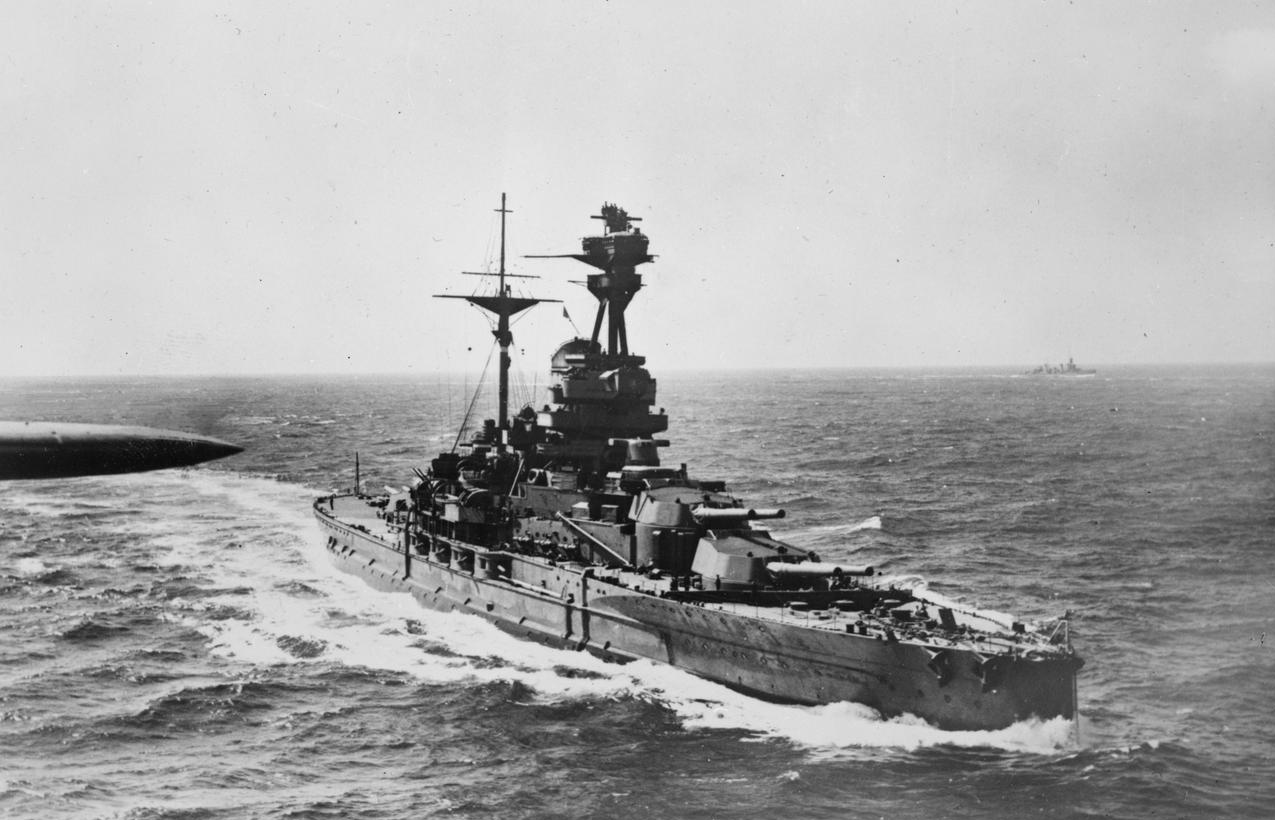
第二次大戦時の「リヴェンジ」。

1936年に再び修理に入り、翌年修理を終えると本国艦隊の第2戦艦戦隊に加わった。
1939年9月、第二次世界大戦が勃発する。R級戦艦は本国周辺海域や大西洋攻防戦における船団護衛に従事した。
1940年になるとウィンストン・チャーチル海軍大臣は、R級戦艦を基幹とする艦隊でバルト海に突撃するキャサリン作戦を検討したが、実施されなかった。
太平洋戦争開戦直前、イギリス海軍の東インド戦隊は重巡3隻（エクセター、コーンウォール、ドーセットシャー）などを擁しており、本艦はアーバスノット提督の旗艦である。「リヴェンジ」はや空母「ハーミーズ」などと共にセイロン島に停泊していた。「リヴェンジ」や「エクセター」は、戦争が勃発したらシンガポールへ前進するよう命じられていた。またイギリス軍は東インド戦隊と中国艦隊 (The China Station) を統合再編し、東洋艦隊 (East Indies Fleet) を新編する。東洋艦隊に配備予定の戦艦プリンス・オブ・ウェールズと巡洋戦艦レパルスはインド洋を経由してシンガポールに進出したが、この主力艦2隻はマレー沖海戦で沈没した。　
イギリス海軍は日本海軍に対抗するため、「リヴェンジ」を含むR級戦艦、戦艦「ウォースパイト」、イラストリアス級航空母艦で東洋艦隊を再編した。「リヴェンジ」は、コンディション不良のため1943年10月には予備に回された。1944年にはその主砲身はノルマンディーで艦砲射撃に従事する「ラミリーズ」および「ウォースパイト」などの砲の予備とするために取り外され、船体は練習艦として使用された。
1948年3月8日に廃棄処分が決まり、数ヵ月後に解体業者に引き渡された。

## ギャラリー

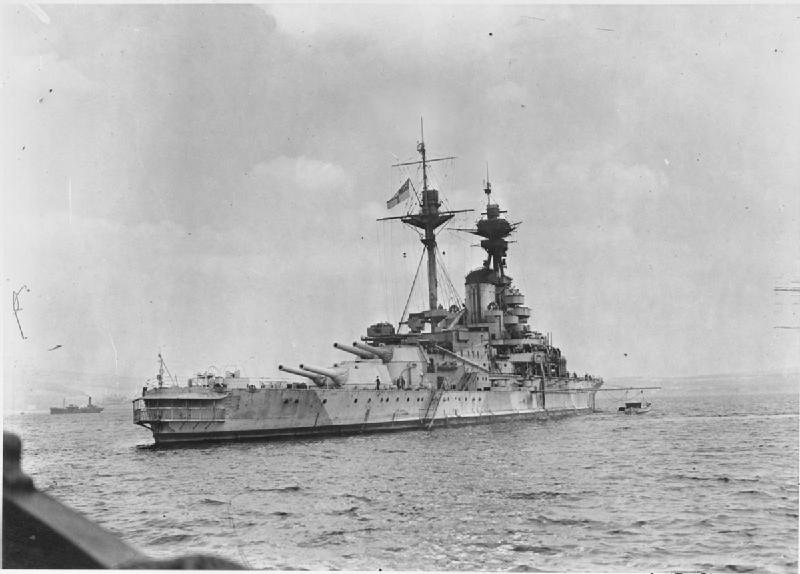
1943年撮影
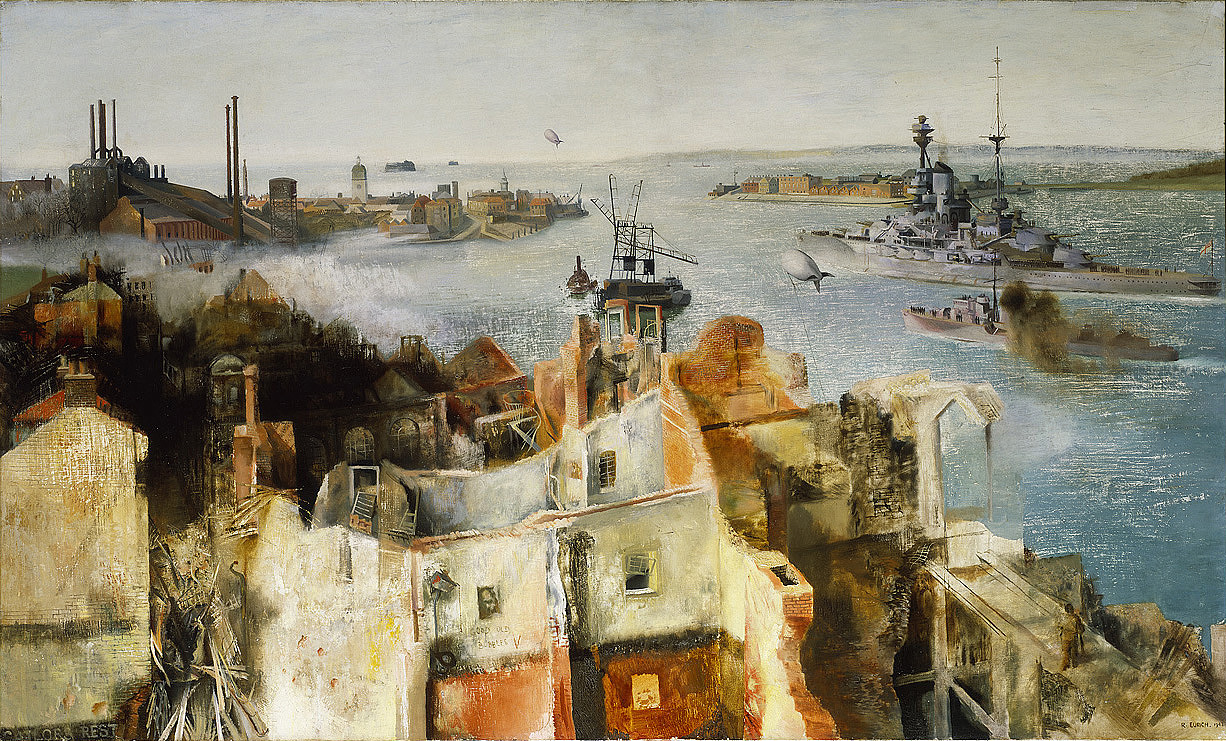
寄港する「リヴェンジ」を描いたイラスト
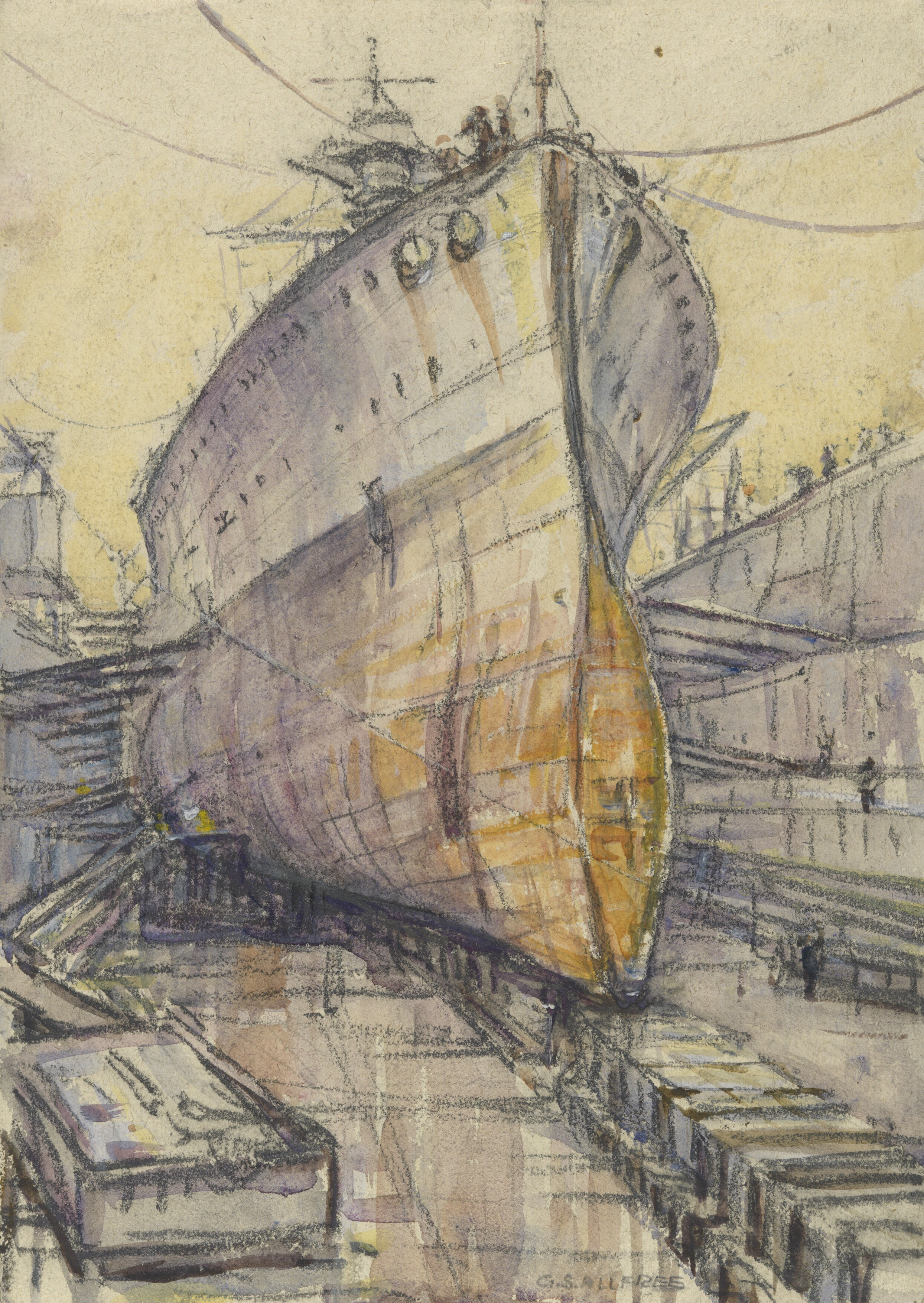
乾ドックで整備中を捉えたスケッチ
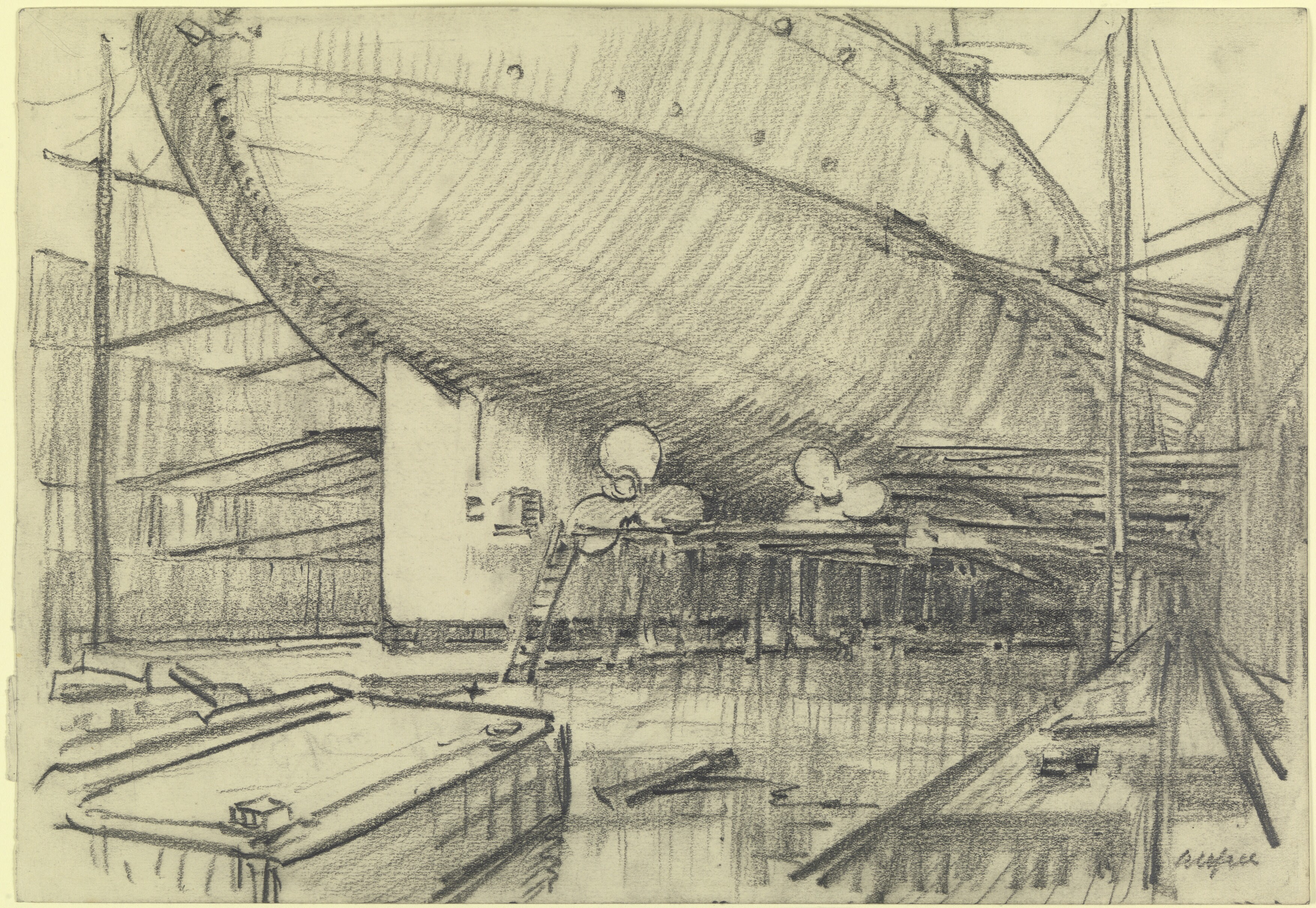
同じく、艦尾より
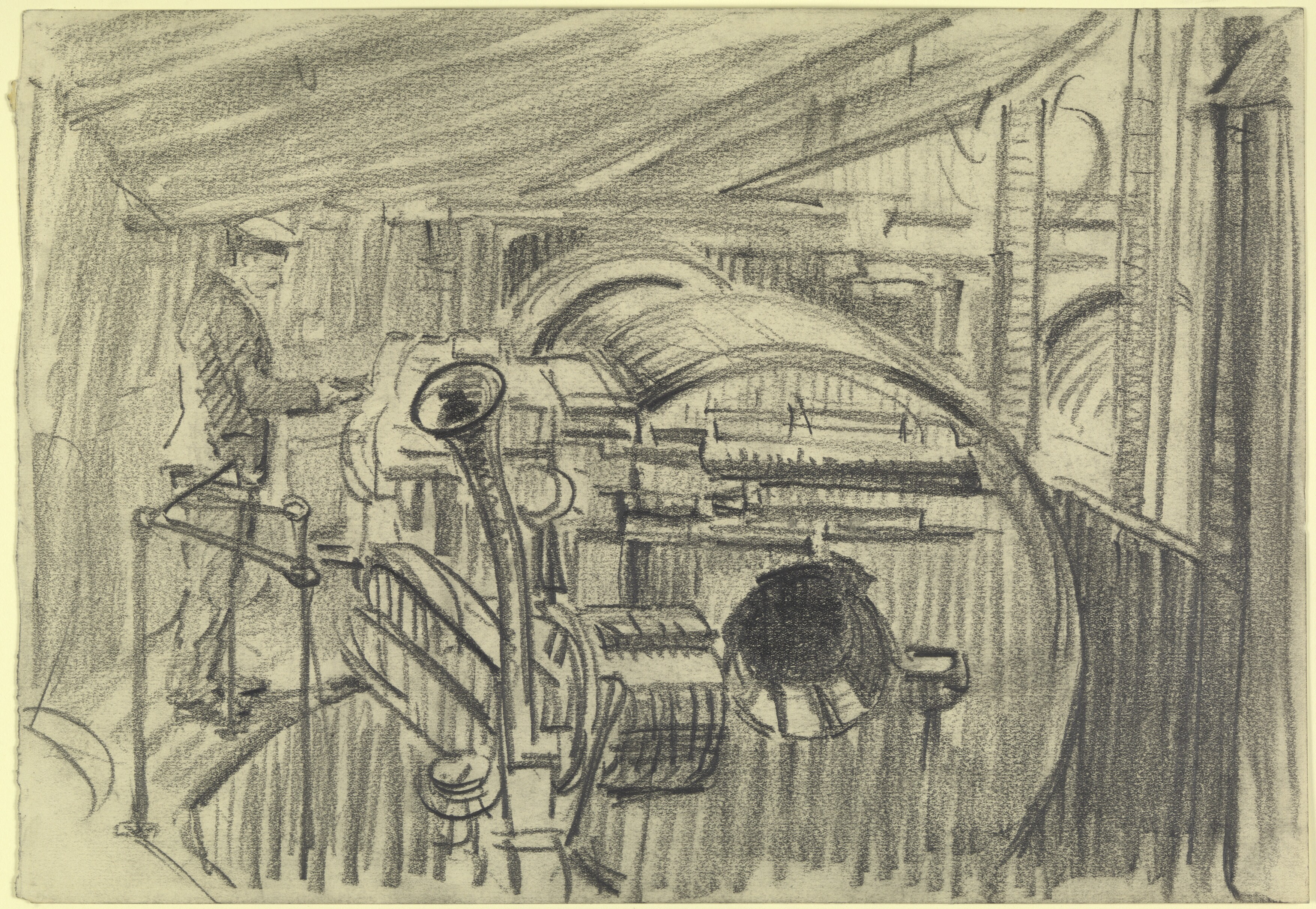
砲塔内部のスケッチ
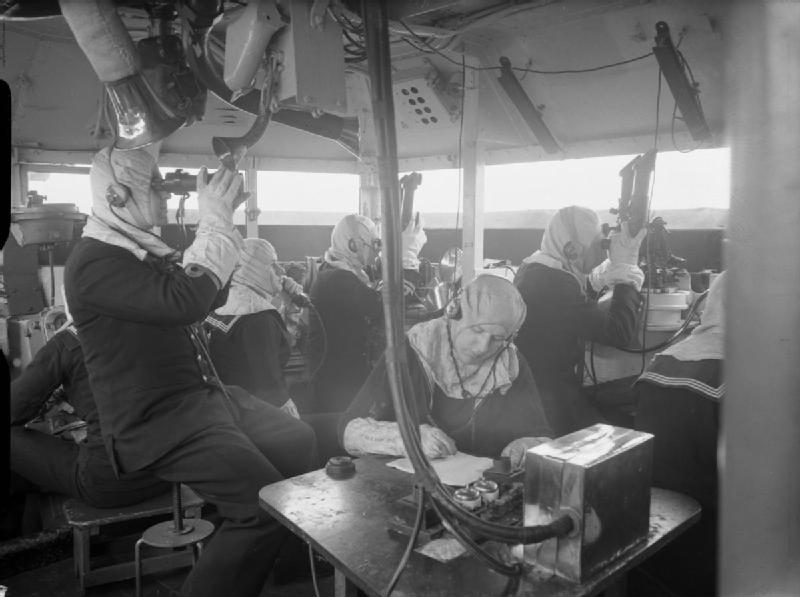
火器管制塔内の様子
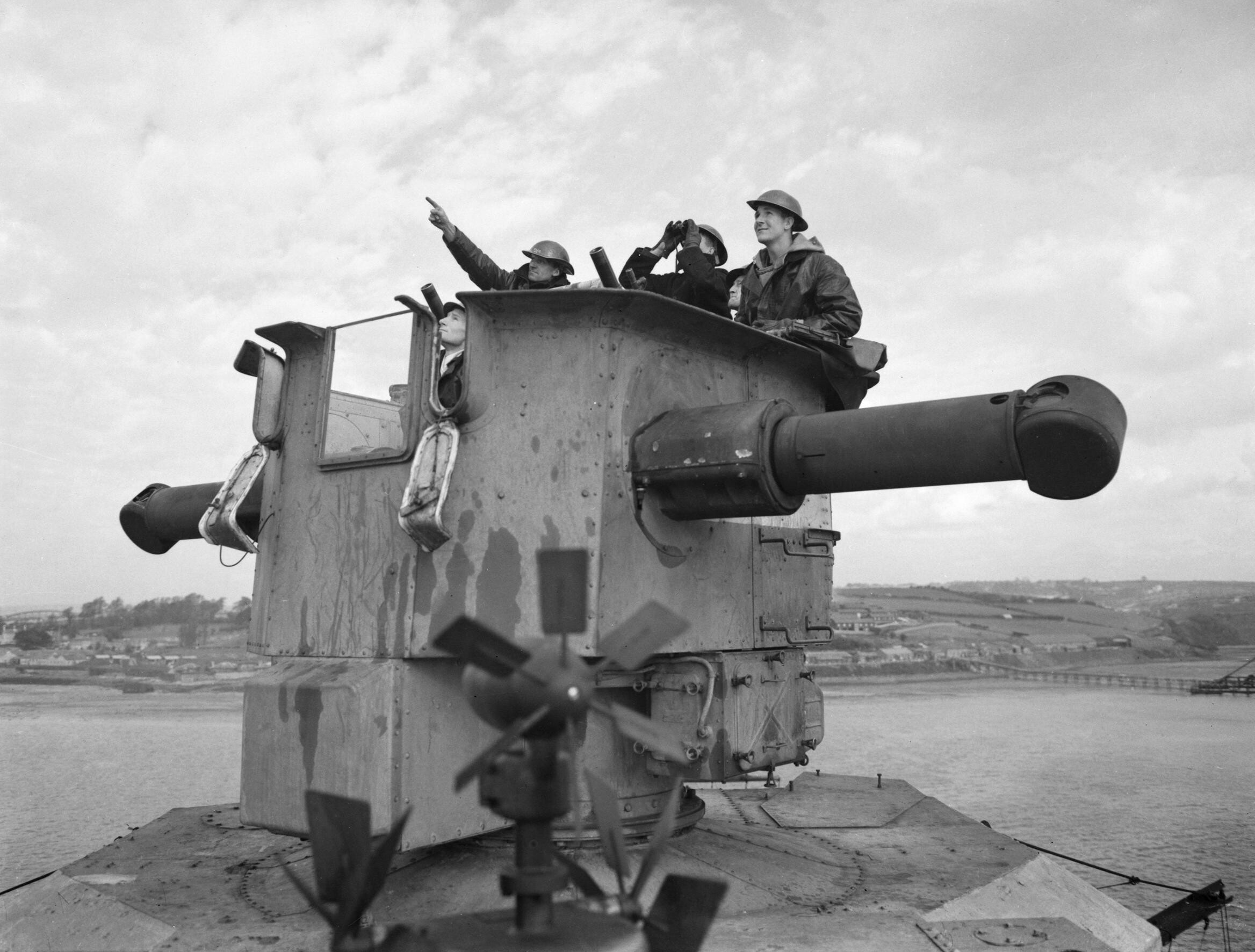
測距儀管制塔のクローズアップ
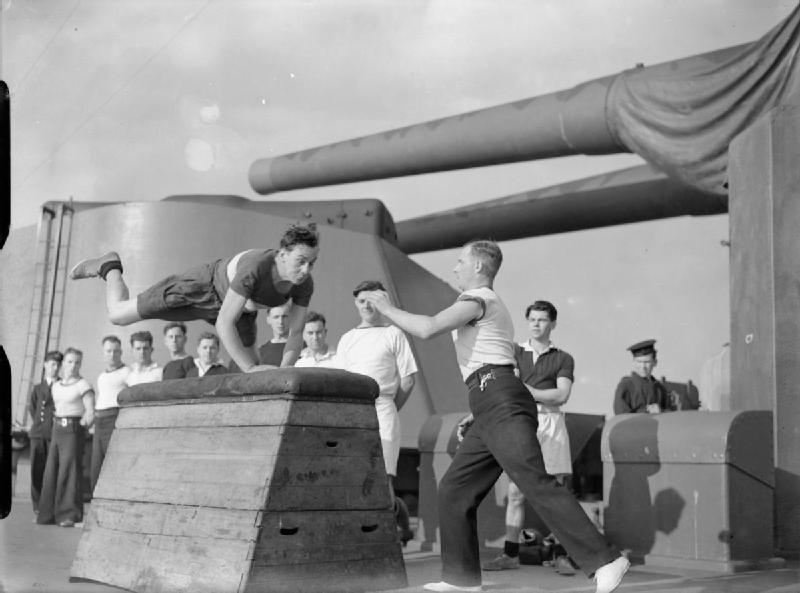
乗組員の体育訓練の様子